# کانوندیل (کنتیکت)
کانوندیل (به انگلیسی: Cannondale) یک منطقهٔ مسکونی در ایالات متحده آمریکا است که در شهرستان فیرفیلد، کنتیکت واقع شده‌است.